# يوشيكازو مينامي
يوشيكازو مينامي (باليابانية: 南良和) هو مصور ياباني، ولد في 1935.